# Ронкалчечи (Равена)
Ронкалчечи је насеље у Италији у округу Равена, региону Емилија-Ромања.
Према процени из 2011. у насељу је живело 655 становника. Насеље се налази на надморској висини од 5 м.